# Macrocera diluta
Macrocera diluta är en tvåvingeart som beskrevs av Adams 1903. Macrocera diluta ingår i släktet Macrocera och familjen platthornsmyggor.
Artens utbredningsområde är Arizona. Inga underarter finns listade i Catalogue of Life.